# Do You Want More?!!!??!
Albums de The Roots
Organix
(1993) Illadelph Halflife
(1996)
Singles
1. Distortion to Static
Sortie : 26 juillet 1994
2. Proceed
Sortie : Février 1995
3. Silent Treatment
Sortie : 4 avril 1995

Do You Want More?!!!??! est le deuxième album studio des Roots, sorti le 24 octobre 1994.

## Critique et succès commercial
Cet album est considéré par les critiques comme un classique du jazz rap,.
En 1998, le magazine The Source l'a classé parmi les 100 meilleurs albums de rap.
Do You Want More?!!!??! s'est classé 22e au Top R&B/Hip-Hop Albums et 104e au Billboard 200.

## Liste des titres
| No  | Titre                                                   | Contient un (des) sample(s) de                                          | Durée |
| --- | ------------------------------------------------------- | ----------------------------------------------------------------------- | ----- |
| 1.  | Intro/There's Something Goin' On                        |                                                                         | 1:18  |
| 2.  | Proceed                                                 |                                                                         | 4:35  |
| 3.  | Distortion to Static                                    |                                                                         | 4:18  |
| 4.  | Mellow My Man                                           | La Di Da Di de Doug E. Fresh et Slick Rick                              | 4:41  |
| 5.  | I Remain Calm                                           |                                                                         | 4:08  |
| 6.  | Datskat                                                 | Valleys of Valhalla de Gino Vannelli Unhooked Generation de Freda Payne | 3:40  |
| 7.  | Lazy Afternoon (featuring Sista Urban et Rachel Graham) | Here We Go de Minnie Riperton featuring Peabo Bryson                    | 5:06  |
| 8.  | ? vs. Rahzel                                            | Long Red de Mountain                                                    | 3:18  |
| 9.  | Do You Want More?!!!??!                                 |                                                                         | 3:21  |
| 10. | What Goes On Pt. 7                                      | Double Trouble at the Amphitheatre de Double Trouble Four de Madhouse   | 5:32  |
| 11. | Essaywhuman?!!!??!                                      |                                                                         | 4:59  |
| 12. | Swept Away (featuring Cassandra Wilson)                 |                                                                         | 3:50  |
| 13. | You Ain't Fly                                           | I'm Not Havin' It de Positive K featuring MC Lyte                       | 4:42  |
| 14. | Silent Treatment (featuring Cassandra Wilson)           |                                                                         | 6:52  |
| 15. | The Lesson Part 1 (featuring Dice Raw)                  |                                                                         | 5:12  |
| 16. | The Unlocking (featuring Ursula Rucker)                 |                                                                         | 8:11  |